# Кекур
Кекур се нарича стълбовидна или конусообразна скала с естествен произход, срещана в руслата на реките и в морето в близост до брега.
Думата често се използва в ройона на Сибир и Далечния изток, в частност най-вече за скалите в басейните на реките Лена, Индигирка и Яна. Терминът е широко използван за обозначаване на скалите по бреговете на Северния ледовит океан.
Кекур с изкуствен произход се нарича гурий.